# CROSS DAYTIME MIX
CROSS DAYTIME MIX（クロス・デイタイム・ミックス）はCROSS FMで放送されたラジオ番組。 放送期間は2001年4月2日-2002年3月28日、放送時間は毎週月曜日〜木曜日13:00〜17:00、博多駅GIGAスタジオから生放送された。ナビゲーターは相越久枝とYUYAが務めた。

## 概要
- J-POPを中心とした選曲にエンターテイメント、旅行などの情報を織り交ぜて放送。

## ナビゲーター
- 相越久枝
- YUYA

CROSS FMでは「おしどりコンビ」として、SATURDAY AIR DRIVEのほか、特別番組でもこのコンビで担当していた。
しかし、2002年2月頃、相越久枝が体調不良のため突然降板し、YUYA1人で番組を担当するようになったが、2002年3月で番組終了。以降この2人は現在まで同局の番組を担当したことはない。

## 主なコーナー
- SNAP SHOT （13:30-13:40）

スポンサーはタイ国政府観光庁とホテル・リッツファイブ（福岡市）。
タイ国の観光スポットや、観光に関する情報を紹介するコーナー。タイ国政府観光庁の担当者などが出演してタイの魅力を紹介した。
このコーナーは月曜日-金曜日を通じて放送され、金曜日は「RADIO MUSCLE」内で放送された。
2002年4月からは後番組「AFTERNOON BEAT RADIO」に引き継がれた。
- MUSIC EXPRESS（14:10-14:40）

スポンサーであるJR九州から届く旅の情報、列車の情報を紹介した。
このコーナーは月曜日-金曜日を通じて放送され、金曜日は「RADIO MUSCLE」内で放送された。
2002年4月からは後番組「AFTERNOON BEAT RADIO」に引き継がれ「MUSIC TRIP」というタイトルに改められた。
- NEWS PAPER BOX（15:15-15:35）

スポンサーである西日本新聞に掲載された記事、トピックスを紹介した。
このコーナーは月曜日-金曜日を通じて放送され、金曜日は「RADIO MUSCLE」内で「FRIDAY CAFE」というタイトルで放送された。
2002年4月からは後番組「AFTERNOON BEAT RADIO」に引き継がれ「AFTERNOON TRAX」というタイトルに改められた。
- HAKATA STATION BOX （15:50-16:00）

スポンサーである博多駅地下街、マイング博多駅名店街、食堂街1番街の情報を紹介した
2002年4月からは後番組「AFTERNOON BEAT RADIO」に引き継がれた。

## エピソードなど
- 提供クレジットは全てジングル化され、相越久枝がすべてそのナレーションを担当した。なお、ジングルは番組の前半年間と後半年間で差し替えられた。
- 2001年度のCROSS FMのキャッチコピーは「THE FUTURE FLAVA RADIO」であったため、番組のジングルにもこのキャッチコピーが盛り込まれた。
- この番組ではGIGAスタジオのことを「ラ・ギガ」と呼んでいたが、全くといっていいほど定着しなかった。

| CROSS FM 平日のワイド番組     | CROSS FM 平日のワイド番組 | CROSS FM 平日のワイド番組          |
| 前番組                        | 番組名                    | 次番組                             |
| ----------------------------- | ------------------------- | ---------------------------------- |
| HAKATA PARADISE (13:00-17:00) | CROSS DAYTIME MIX         | AFTERNOON BEAT RADIO (13:00-16:00) |